# Rivière Sainte-Anne (des Monts)
Der Rivière Sainte-Anne (ehemals Rivière Sainte-Anne-des-Monts) ist ein Fluss im Norden der Gaspésie-Halbinsel in der MRC La Haute-Gaspésie in der kanadischen Provinz Québec.

## Flusslauf
Der Fluss hat seinen Ursprung in dem kleinen See Lac Sainte-Anne in den Monts Chic-Chocs im Norden der Gaspésie-Halbinsel unweit der Quelle des Petite rivière Cascapédia Ouest. Er fließt zu Beginn nach Norden durch das Réserve faunique des Chic-Chocs. Die Route 299 folgt im Bergland dem Flusslauf. Im Parc national de la Gaspésie umfließt der Rivière Sainte-Anne den 1151 m hohen Mont Albert anfangs in nördlicher, später in westlicher Richtung. Dabei fließt ihm der Rivière Sainte-Anne Nord-Est rechtsseitig zu. Schließlich wendet sich der Rivière Sainte-Anne nach Norden und mündet nach weiteren 20 Kilometern in der Kleinstadt Sainte-Anne-des-Monts in den Sankt-Lorenz-Golf. Die Flusslänge beträgt 72 km. Das Einzugsgebiet umfasst 826 km². Der mittlere Abfluss an der Mündung beträgt 24 m³/s.